# Ludwig Giseke
Ludwig August Christian Giseke, auch Gisecke (* 21. Juli 1756 in Quedlinburg; † 17. April 1832 in Braunschweig) war ein deutscher Schriftsteller, Dichter und Hofrat. Er schuf den Text des Beresinaliedes.

## Leben
Der Sohn des Quedlinburger Hofpredigers, Schriftstellers und Klopstock-Freundes Nikolaus Dietrich Giseke besuchte die Stadtschule in Sondershausen und studierte ab 1775 Rechtswissenschaft in Göttingen. Er war Mitarbeiter des Göttinger Musenalmanachs, dessen Bände der Jahre 1785 bis 1792  seine Beiträge, insbesondere Gedichte, enthalten. Er arbeitete anschließend als Hauslehrer in Berlin. Es folgte 1783 eine  mehrjährige Tätigkeit als Sekretär des russischen Reichstagsgesandten Achatz Ferdinand von der Asseburg auf Schloss Meisdorf im Selketal. Er besuchte in dieser Funktion mehrfach den Regensburger Reichstag. Durch Empfehlung seines Onkels Karl Christian Gärtner, Schriftsteller und Lehrer am Braunschweiger Collegium Carolinum, trat Giseke in den Dienst des dänischen Feldmarschalls Herzog Friedrich Karl Ferdinand von Braunschweig-Bevern, als dessen Privatsekretär er in Glücksburg und Braunschweig tätig war. Nach dem Tod des Herzogs 1809 führte Giseke die Geschäfte der Witwe Anna Caroline weiter. Der dänische König Friedrich VI. ernannte ihn 1814 zum Etatsrat. Giseke zog 1816 nach Braunschweig, wo er im Haus seiner Cousine Henriette Gärtner wohnte. Herzog Karl II. übertrug ihm 1819 ein Kanonikat am Cyriakusstift. Giseke starb 1832 unverheiratet in Braunschweig und wurde auf dem dortigen Katharinenfriedhof bestattet.

## Werk
Giseke veröffentlichte zahlreiche Beiträge im Braunschweigischen Magazin und anderen Zeitschriften. Er verfasste eine 1809 erschienene Kurzbiographie über seinen Dienstherrn Herzog Friedrich Karl Ferdinand. Einige seiner Gedichte wurden vertont, wobei das Beresinalied auf Grundlage seines Gedichtes Die Nachtreise am bekanntesten ist.

## Schriften
- gemeinsam mit seinem Bruder Otto Giseke: Gemälde ländlicher Glückseligkeit, 2 Bde. Leipzig 1792.
- Erzählungen aus dem Menschenleben, dem Thierreiche und der Ideenwelt, Leipzig 1794.
- Rubriken, Ein Lesebuch, Kopenhagen 1802.